# Antón Makárenko
Antón Semiónovich Makárenko (en ruso: Антон Семёнович Макаренко; en ucraniano: Антон Семенович Макаренко; Bilopilia, 1 de marzojul./ 13 de marzo de 1888greg.-Moscú, 1 de abril de 1939) fue un pedagogo ruso-soviético. Tras el triunfo de la Revolución de octubre fundó las casas cooperativas para huérfanos de la guerra civil, destacando la Colonia Gorki; más tarde fundó, bajo los auspicios de Stalin, el municipio de Dzerjinski, donde trabajó hasta el fin de sus días. Makárenko escribió numerosas obras, entre las que destaca El Poema pedagógico (Педагогическая поэма), que no es sino una historia de la colonia Gorki. Fue un libro popular en la URSS, compuesto originalmente por tres volúmenes, y actualmente forma parte del temario de estudio de numerosos planes universitarios relacionados con el mundo de la escuela y la pedagogía. 

## Biografía
Nació el 1 de marzo de 1888, en la ciudad de Bilopol, de la provincia de Járkov (Imperio ruso). Su padre, Semión Grigórievich, era pintor. Fue el segundo hijo de la familia y, aunque nació como un niño débil y enfermizo, logró desarrollarse con el tiempo. A los cinco años ya había aprendido a leer y escribir. Desde pequeño mostró una capacidad de observación poco común, y a eso se unía el deseo de llegar hasta las causas originarias de cada fenómeno. La madre de Makárenko, a diferencia de su esposo, un tanto reservado y poco comunicativo, era una mujer optimista y alegre. Ella era la que mantenía en la familia la atmósfera de optimismo vital, que Makárenko llama con acierto en sus libros «tono mayor». En 1895, a los siete años ingresó en la escuela de primeras letras. En 1900, el padre de Antón Makárenko, quien era un trabajador ferroviario de profesión y también pintor, consiguió empleo en Kriúkov, una localidad de 10,000 habitantes que era un suburbio de la importante ciudad industrial de Kremenchug, ubicada a orillas del río Dniéper. En Kriúkov, su padre fue nombrado oficialmente pintor en su nuevo trabajo y, poco después, ascendió a contramaestre en un taller de pintura. Makárenko se matriculó en la escuela urbana de Kremenchug después de haber dejado, con la mudanza, su antigua escuela rural por esta nueva, donde estudió durante seis años. El programa docente de la escuela era amplio, pero los alumnos no podían matricularse en los grados superiores. Pero a diferencia de los demás alumnos, Makárenko siguió estudiando, su erudición y conocimientos de los clásicos rusos y extranjeros eran profundos, así como sus conocimientos de filosofía, astronomía y ciencias naturales.

## Contacto con la pedagogía
En 1904, con dieciséis años, terminó el instituto con sobresaliente en todas las asignaturas e ingresó en cursos pedagógicos de un año de duración, en los que preparaban maestros para las clases de párvulos en las zonas rurales y barrios obreros. En la primavera de 1905, Makárenko terminó el curso, y en otoño de ese mismo año empezó a trabajar como maestro en la escuela primaria de la empresa ferroviaria, enclavada en el mismo recinto de los talleres de dicha empresa, donde trabajaba su padre. Era un profesor destacado. Tenía muchos conocimientos y sabía transmitirlos magistralmente; enseñaba a pensar y a razonar; sin embargo, era rechazado por los niños. No comenzó a interesarse por la pedagogía hasta que, haciendo el balance de uno de los trimestres, decidió experimentar con los niños. Calculó la puntuación media de cada uno de sus alumnos y, en correspondencia con la puntuación obtenida, distribuyó los puestos del primero al último. Colgó la hoja de notas y, cuando el chico que ocupaba la última posición (un estudiante que, como comprobó después, había enfermado de tuberculosis, haciendo que esto influyera en sus notas) se vio en el tablón, el estudiante entró en un profundo estado de amargura, esto dio como resultado la conmoción a Makárenko. El joven maestro comprendió que para educar no solo le hacía falta tener grandes conocimientos y ser un buen profesor, sino también comprender las peculiaridades de la vida de cada estudiante, tener en cuenta sus rasgos personales para influir en ellos. Durante esta etapa de su vida, en la cual da sus primeros pasos de la educación a la pedagogía, influyeron mucho los acontecimientos políticos de aquellos años: la revolución de 1905 tuvo una gran repercusión en todos los rincones de Rusia, haciendo despertar conciencias y llamando a la lucha contra la autocracia zarista. En Kriúkov, Makárenko y otros profesores de la escuela estaban suscritos al periódico bolchevique Nóvaya Zhyzñ («Nueva Vida»). Paulatinamente, se fue formando un círculo de intelectuales locales que se reunían para discutir sobre diversos temas científicos, filosóficos y políticos, y cantaban himnos revolucionarios. Fundó una casa hogar para huérfanos.

## Aportes pedagógicos

### La Educación Colectivista
El contexto en el que Antón Makárenko se desenvuelve para proponer la educación comunista es fundamental para comprender lo que se espera de los individuos educados bajo esta perspectiva.
Después de la Revolución de Octubre de 1917 en la Unión Soviética, se buscaba consolidar una sociedad nueva y crear un tipo de individuo que priorizara el valor del trabajo sobre el dinero, al mismo tiempo que promoviera relaciones colaborativas y la unidad contra la explotación laboral. En este contexto, la educación desempeñó un papel crucial en la formación de una generación que construiría el socialismo y eliminaría la explotación laboral en el ámbito industrial. Este ideal aspiraba a un futuro en el que una nueva sociedad se erigiera sobre una nueva moral, comprometida y con una formación tecnológica y científica integral acorde al plan previsto.
"Estamos obligados a educar al ciudadano que nuestra sociedad necesita". Makárenko buscaba centrar su atención no sólo en el sujeto obrero trabajador, sino también en la formación de la nueva sociedad que integrarían a la unión soviética, por lo tanto, forjar el carácter, conducta y personalidad eran factores de mayor relevancia.
Antón abogaba por una educación colectiva que entrelazara a cada individuo, creando una red que sería útil para la causa obrera. Además, promovía la implementación de un método único que permitiera que la diversidad tuviera cabida y que todos los individuos pudieran desarrollarse, expresar sus individualidades y perseguir sus vocaciones.

### Poema Pedagógico
El poema pedagógico es una de las obras escritas por el pedagogo soviético Anton Makárenko; en él se refleja el trabajo que desarrolló durante 15 años como pedagogo en Rusia, Poltova, de 1920 a 1935, con una colonia para delincuentes menores de edad, llamados posteriormente la Colonia Máximo Gorki, con los cuales logró perfeccionar  y reflejar un sistema pedagógico de educación socialista. 
La obra literaria se destaca por sus aportaciones teóricas con respecto al proceso educativo. En el poema pedagógico se concibe que la educación para A. Makárenko es el motor capaz de transformar la sociedad y construir una sociedad nueva. 
El modelo pedagógico empleado en esos 15 años se sustenta en  las bases de la educación socialista, que tiene como premisa preocuparse por las relaciones sociales que existen tanto dentro de la institución como fuera de ella,  por ende, parte de dos objetivos principales; el primero, es que el objetivo de la educación debe ir encaminada a la colectividad y el segundo, es que la educación se fomenta del trabajo, siempre y cuando estos se separen; el primer objetivo depende del segundo, porque gracias al trabajo se conforma la conciencia colectiva. 
El fin del modelo pedagógico desarrollado, es alcanzar la meta de formar seres humanos capaces de integrarse a la comunidad y de asumirse como seres sociales por naturaleza, con el objetivo de que los individuos centren todas sus actuaciones en torno a la mejora colectiva. 
Este pensar educativo es trasladado a las líneas escritas de las experiencias con la Colonia Gorki, ya que se muestra a Makárenko como un educador que desempeña el papel de dirigir  y orientar la colectividad, para que posteriormente pueda autodirigirse, siendo así importante ser un ejemplo de trabajo, de disciplina, de la dignidad y del esfuerzo para niños vagabundos y delincuentes, que a lo largo del relato logran convertirse en una verdadera colectividad gracias al trabajo, a la distribución de responsabilidades, la cooperación y participación; comprendiendo que no están solos en el mundo, y que si alguien deja de hacer lo que le corresponde afecta a todos los demás.
Cada capítulo de la novela refleja el proceso pedagógico desarrollado por Makárenko con sus educandos; aquellos colonos que en un principio eran incorregibles ladrones a causa de su contexto, se convirtieron en doctores, maestros, ingenieros, padres de familia, etc., de acuerdo a sus anhelos.
El poema pedagógico, vislumbra el aporte a la educación del pedagogo ucraniano y la importancia de sus sistema pedagógico que contribuye a la formación de colectividad, de trabajo y de carácter , atendiendo a la firmeza, a la voluntad, la dignidad, la disciplina y la capacidad para resistir a tentaciones, así como liga cada experiencia de aprendizaje a un sentimiento, al concebir que la pedagogía es también la observación del ser humano como un ser complejo, que involucra emociones y sentimientos durante el proceso de aprendizaje. 

### La Educación Infantil
Makárenko también aportó al campo de la educación infantil. En su obra Conferencias de Educación Infantil (1940)', hace un llamado a los padres y madres de familia a asumir con seriedad y responsabilidad la educación de sus hijos, pues señala que son ellos quienes se convertirán en los futuros ciudadanos del país y del mundo, por ello deben ser educados de manera correcta desde la etapa inicial, de no ser así, es decir, si se recibe una educación deficiente, en palabras del mismo Makárenko: "esto será fuente de amarguras y lágrimas", pues considera difícil el acto de reeducar.
En la obra mencionada con anterioridad, el pedagogo hace una distinción entre autoridad paterna y falsa autoridad paterna. Esta última se refiere a cuando el padre no logra comprender ni pensar en los verdaderos fines de la educación, y por ello termina formando individuos obedientes, que saben acatar órdenes pero que a su vez son débiles en su interior.
Makárenko distingue nueve tipos de falsa autoridad:
- Autoridad de la represión: Es aquí en donde los padres ejercen su autoridad con golpes, insultos, groserías y castigos, provocando el temor en los infantes, formando así individuos oprimidos, abúlicos, que en un futuro pueden volverse vengadores de una infancia oprimida.
- Autoridad del distanciamiento: Es la autoridad ejercida desde el nulo contacto o conversación con los infantes, carece de organización racial y es aquí en donde los padres sobreponen sus intereses y pensamientos personales.
- Autoridad de la jactancia: Es un tipo de autoridad dañina, pues de ser llevada a cabo por los padres hace que se origine un clima de altanería, ya que los padres frecuentemente hablan sobre sus cargos personales, como lo son sus puestos de trabajo, profesiones, etc. Los padres pierden la capacidad de visualizar el lugar que ocupan en la educación de sus hijos y en general el lugar que ocupan sus hijos en su vida.
- Autoridad de la pedantería: Los padres se encuentran convencidos de que su palabra es sagrada y que por ello sus hijos deben obedecerlos y escucharlos con unción. Cada movimiento de los hijos se ve como transgresión del orden y de la legalidad.
- Autoridad del razonamiento: Es en este tipo de autoridad donde los padres constantemente agobian a sus hijos con discursos, enseñanzas y conversaciones edificantes, afirmando que son ellos quienes poseen la razón.
- Autoridad del amor: Los padres que ejercen esta autoridad, se encuentran convencidos de que conseguirán la obediencia de sus hijos a base del cariño, lo que a lo largo del tiempo engendra egoísmo familiar, y en los hijos actitudes egoístas y manipuladoras.
- Autoridad de la bondad: Se caracteriza por ser un tipo de autoridad donde los padres son permisivos, temen al conflicto, muestran falta de resistencia y provocan que los hijos tomen el mando, controlen y manipulen a sus propios padres.
- Autoridad de la amistad: Makárenko acepta la idea de que padres e hijos formen una relación de amistad, pero esta amistad debe basarse en límites, los cuales al ser rebasados, generan un proceso inverso en donde los hijos se convierten en educadores de los padres.
- Autoridad del soborno: Es inmoral, pues es aquí en donde la obediencia se compra con regalos, premios y promesas.

Para el pedagogo todos estos tipos de autoridad son los que no deben ser llevados a cabo, al contrario, propone que la autoridad debe ser ejercida desde una visión de respeto, seriedad, compromiso, responsabilidad. En palabras de Makárenko: "La autoridad real se funda en la actividad cívica del padre, en su sentimiento cívico, en su conocimiento de la vida del niño, en la asistencia que le presta y en la responsabilidad por su educación".

## Ascenso y traslado
En 1911, Makárenko fue destinado a un nuevo lugar como inspector de la escuela ferroviaria, en la estación de Dolinskaya.
Por aquellos tiempos, en el léxico pedagógico, «inspeccionar» significaba tanto como dirigir, y Makárenko afrontó de un modo creativo su nueva responsabilidad. En sus clases combinaba lo cognoscitivo con lo emocional, sabía ocupar el tiempo libre de sus alumnos educándolos con actividades que no les exigían un gran esfuerzo intelectual: hacía funciones teatrales y organizaba juegos diversos. Las medidas de Makárenko asombraban ya entonces por su envergadura.
Por ejemplo, para el centenario de la expulsión del ejército napoleónico de la tierra rusa, preparó un espectáculo teatral, que no solo entretuvo a la chiquillería del poblado, sino también a los adultos. 
En Dolínskaya, como antes en Kriúkov, Makárenko encabezó un círculo revolucionario y educativo, al que también pertenecían unos cuantos obreros ferroviarios, que se reunían los domingos en un bosque próximo a la estación. En estas reuniones, Makárenko criticaba con fuerza la autocracia, hablaba de la necesidad de realizar transformaciones revolucionarias, de la libertad y la democracia. 
En 1914 se abrió en Poltava el Instituto Pedagógico, que preparaba maestros para las escuelas de enseñanza secundaria. Makárenko, quien nunca había abandonado la pasión por el estudio, envió inmediatamente a Poltava su solicitud y, aprobando brillantemente los exámenes de ingreso, se matriculó como estudiante.

## Vida a partir de la Revolución de octubre
Ingresó al instituto superior como adulto maduro a la edad de 26 años, convirtiéndose en el único estudiante con experiencia en el trato con niños. Desde el principio, se dedicó de manera profunda y sistemática al estudio de la pedagogía, la literatura histórica y filosófica. En 1917 Makárenko terminó el primer curso con medalla de oro y pudo ocupar cargos de dirección en las escuelas del nivel de segunda enseñanza. 
Una nueva etapa en la vida de Makárenko, como en la de millones de personas, comenzó con la Revolución de Octubre. Ante los ojos de la humanidad se realizó lo que miles de asalariados e intelectuales rusos habían soñado. A la par que la sociedad, los varones y mujeres rusos comenzaron a transformar su propia psicología, limpiando su conciencia de las ansias de riqueza personal; la confianza y la ayuda recíproca se convirtieron en garantía de los futuros logros comunes. 
A comienzos de 1918, Makárenko regresó a la misma escuela en la que había comenzado su labor pedagógica. 
La escuela ferroviaria de Kriúkov había sido transformada en una escuela de enseñanza secundaria, en la que Makárenko fue nombrado director. Sin embargo, la guerra civil entre el ejército blanco y los soviets estaba en curso, lo que complicó la situación debido a los elementos. contrarrevolucionarios y ocupantes alemanes.
Solo en las postrimerías de 1919, el Ejército Rojo liberó definitivamente Kremenchug y Kriúkov, y a comienzos de 1920 el poder soviético pudo establecerse en toda Ucrania.

## Makárenko tras la revolución
En agosto de 1919, Makárenko se trasladó a Poltava, donde se hizo cargo de la dirección de la escuela primaria. Al año siguiente, a causa de la falta de locales, la sección providencial de economía nacional compartió instalaciones con la escuela de Makárenko. Esto implicaba que durante la mitad del día, los funcionarios del departamento trabajaban en la escuela, mientras que por la tarde acudían los niños, lo cual complicaba el estudio, sin mencionar los desafíos que representaba para llevar a cabo los experimentos pedagógicos.

## En el reformatorio
En septiembre de 1920 le propusieron a Makárenko dirigir un centro para delincuentes juveniles, a lo que él accedió. 
El comienzo de su labor en el centro fue difícil. 
Cinco edificios de ladrillo le recibieron con un vacío total. En las habitaciones no había absolutamente nada: ventanas, puertas y estufas, todo lo habían arrancado. 
Al cabo de dos meses, cuando uno de los edificios se había rehabilitado, llegaron a la colonia los primeros seis ocupantes, muchachos de 16 a 17 años que, aunque no ofendían a los educadores, simplemente, no reparaban tan siquiera en su presencia. 
Uno de estos primeros jóvenes no tardó en realizar un atraco donde asesinó a un hombre, y fue detenido en el propio centro. 
Sin saber cómo abordar a los residentes en el centro, Makárenko y sus pocos auxiliares recurrieron a los libros de pedagogía, en los que no encontraron respuestas claras a sus problemas.
Vio entonces claro que no necesitaba fórmulas que, de todas maneras, no se adaptaban a aquella situación, sino que necesitaba realizar un análisis propio y concreto. 
Uno de los muchachos, Zadórov, dio el motivo para que Makárenko emprendiera su última tentativa desesperada de hacerse con la situación.
En respuesta a la invitación del director de que fuese a cortar leña, el joven contestó con despreocupación: 
-¡Ve a cortarla tú mismo: sois muchos aquí! 
A propósito de esto, Makárenko escribe en su libro Poema Pedagógico:
Colérico y ofendido, llevado a la desesperación y al frenesí por todos los meses precedentes, me lancé sobre Zadórov. Le abofeteé. Le abofeteé con tanta fuerza, que vaciló y fue a caer contra la estufa. Le golpeé por segunda vez y agarrándole por el cuello y levantándole, le pegue una vez más. 
Esto fue, una salida violenta a las emociones; desde el punto de vista de muchos de los teóricos actuales, un absurdo pedagógico. Pero el caso es que el influjo emocional, precisamente, venció la indiferencia y el descaro de los cinco pobladores. 
Cogidos de improviso por esta explosión, los colonos reaccionaron tal y como se podía esperar de gentes salidas del mundo de la delincuencia: cedieron a la fuerza sin sentir humillación. Esta fue una especie de victoria general, del pedagogo y de los muchachos, pero una victoria que aún necesitaba afianzarse, exigiendo para ellos medidas de otra naturaleza. 

## Inicios como teórico
Lo ocurrido con Zadórov le hizo darse cuenta de que no conseguiría nada mediante la violencia, así como con el método de influencia sucesiva.
Este problema hizo reflexionar a Makárenko y lo confundió. Ninguno de los métodos usados por sus contemporáneos parecían efectivos, por lo que la respuesta se imponía por sí misma: él mismo debía crear nuevos métodos de educación.
Los contornos de sus nuevos métodos de educación ya se adivinaban en la experiencia del propio Makárenko. 
Para educar a todos a la vez, y no a cada uno por separado, debería tener la perspectiva necesaria. 
Debía organizar la vida de tal manera que los propios colonos fueran los que llevasen todo lo referente al centro: los edificios, el plan de producción, la distribución de los ingresos, la disciplina, etc. Ellos mismos deberían educarse unos a otros, exigir, subordinarse, respetarse, preocuparse y ayudarse mutuamente.
Makárenko, siempre creyó que el trabajo colectivo era el medio para lograr la adaptación social de los individuos, pues solamente la sociedad impone tareas y responsabilidades.
El centro de menores no era una suma mecánica de individuos, sino que es un complejo social, del cual se enorgullecen tanto los muchachos como los educadores: es lo que se conoce como colectividad.

## De la teoría a la práctica
Las primeras soluciones teóricas estuvieron respaldadas por los hechos. 
En primer lugar, se intentó rescatar a los residentes de la pobreza y la necesidad. 
En marzo de 1921, el centro estaba poblado por unos 30 jóvenes, la mayoría hambrientos y cubiertos de harapos. 
Makárenko sabía que sus pupilos, por culpa de la necesidad y bajo diversos pretextos, iban regularmente a la ciudad cometiendo atracos. Pero comprendiendo que en los primeros momentos hubiera sido imposible prohibir esta forma de cubrir sus necesidades, evitaba, a sabiendas, cualquier tipo de referencia a los productos robados por los pobladores. 
Para acabar con los robos, se exigía una determinada situación dentro de la colonia, y Makárenko aguardaba el momento propicio. 
Al mismo tiempo, comenzaron los robos dentro del centro. 
Desapareció del cajón de la mesa de Makárenko una cantidad de dinero que constituía el sueldo de seis meses para el resto de los educadores. En la reunión general, rogó que el ladrón devolviese el dinero, pues podría enfrentarse a una acusación de malversación. 
Tras la reunión, dos de los residentes en el centro le comunicaron en secreto que ellos sabían quién había cogido el dinero, pero que no se lo dirían, sino que intentarían convencerlo de que lo devolviese. A la mañana siguiente, el dinero apareció tirado en la cuadra. 
Dos días después, alguien destrozó la puerta de la despensa y sustrajo comida y aceite. 
Los muchachos no entendían como alguien de la propia colonia podía robar sus propias pertenencias. Con muchas dificultades a causa del racionamiento, los educadores lograron conseguir alimentos y los guardaron en la despensa de la colonia. 
Pero aquella misma noche todo desapareció de nuevo. 
Makárenko supuso que ahora sus pupilos sí denunciarían a los ladrones. Pero no fue así: si bien es cierto que los jóvenes se apenaron, no se sumaron a la indignación de los educadores.

## Resolución del conflicto
Los pequeños robos se hicieron habituales. 
Makárenko probó a hacer guardia durante la noche, pero no aguantó más de tres. Observando el trabajo de su educador, y compadeciéndose de él, los jóvenes empezaron a decir que estaban dispuestos a contratar guardias. Makárenko rechazó esto, pues no tenían medios económicos.
Al fin encontraron al ladrón. Era Burún, uno de los primeros seis colonos. Los educadores quedaron recompensados por todos sus esfuerzos para lograr tener unos intereses comunes. 
Cuando Burún dijo a sus compañeros que ellos no eran quiénes para juzgarle, los residentes reaccionaron, rechazandolo socialmente: 
-¡¿Cómo, muchachos?!-y Kostya Vetkovski saltó de su asiento-¡¿Tenemos que ver con eso nosotros o no?! 
-¡Tenemos que ver!-apoyó a Kostya toda la colonia. 
Había llegado por fin, el momento de la reeducación.
Tras estos sucesos, Makárenko siguió desarrollando su pedagogía. Su idea principal era lograr un cambio en la conducta de sus tutelados, conseguir que la noción de lo que era mejor para la comunidad se adueñase definitivamente de los colonos y se convirtiera en el punto de partida de todo el trabajo educativo posterior.

## Reeducación definitiva dentro del reformatorio
Bajo la influencia de los razonamientos persuasivos de Makárenko, los residentes en el centro llegaron a interesarse por la economía de la colonia, comenzando, incluso el trabajo en sus campos y huertas.
Ampliando la idea que tenían de lo común y lo social, los colonos pusieron bajo su protección el bosque estatal adyacente y comenzaron una ofensiva contra los kulaks locales y los cazadores furtivos. 
La lectura, desempeñó un papel decisivo en la transformación de la conciencia de los muchachos. Se leía con avidez (como ya había hecho el propio Makárenko en su juventud) y se organizaban lecturas colectivas, en particular sobre Gorki, muy admirado por Makárenko. 
A los muchachos les asombraban sus novelas autobiográficas, ya que se sentían identificados. 
La vida de Máximo Gorki - escribe Makárenko en Poema Pedagógico - pasó a formar parte de nuestra vida. Algunos de sus episodios llegaron a ser entre nosotros elementos de comparación, fundamentos para los motes, pancartas para las disputas y escalas para la medición de los valores humanos.

## Makárenko y su visión comunista de la educación
Ante la visión comunista que Makárenko poseía para la ciudadanía soviética, afirmaba que algunas cualidades que todo individuo debiera poseer, debían ser el fruto de toda educación:
1. El deber.
2. Responsabilidad para con los objetivos de la Sociedad Soviética.
3. Un espíritu de colaboración.
4. Solidaridad y camaradería.
5. Una personalidad disciplinada.
6. La mira puesta siempre en los intereses de la colectividad.
7. Unas condiciones personales y un modo de actuar que impidan la sumisión y la explotación del hombre por el hombre.
8. Formación política. que hiciera de cada colono un comunista convencido y un propagandista de sus ideas a través de su acción y su palabra.

Además también contrapone en cuanto: comunismo y socialismo; no centrada en las necesidades del niño y centrada en las necesidades del niño. Pero también se vislumbran algunas semejanzas: trabajo en colectividad, el deber, educar para el cuidado y respeto a la naturaleza y la sociedad. Se puede observar que su educación estaba orientada a formar en los hombres un sentido de responsabilidad social, ya que Makárenko consideraba que de esta manera se alcanzaría el éxito en la vida.

## Obra
- Archivos electrónicos de obra de A.S. Makarenko
- "Posh" (1932; play)
- "March of the 30th year" (1932)
- "FD — 1" (1932; sketch)
- "The pedagogical poem" (1925–1935).
- "The pedagogical poem" (con испр. замеч. errores tipográficos, con la letra restaurada "yo", con tabla de contenidos)
- "The pedagogical poem" (1.ª edición íntegra de 2003, edición ciencia, сост. comentarios de S.S.Nevskaya, se publica en red en 2010 de acuerdo a una solución manual. TsVR of. A.S. Makarenko (pdf))
- "The book for parents" (1937; composición de arte y teórica)
- "Honour" (1937 — 1938; historia)
- "Flags on towers" (1938)
- Banderas en las torres
- "Flags on towers" (en бумажн. prod. correct. y muchos errores tipográficos, восст. la letra "yo", con tabla de contenidos)
- "Technique of the organization of educational process"
- "Lectures about education of children"

### Adaptaciones cinematográficas
- Películas basadas en sus obras

- Datos: Q297448
- Multimedia: Anton Makarenko / Q297448